# 李元名
李 元名（り げんめい、生年不詳 - 689年）は、中国の唐の高祖李淵の十八男。母は小楊嬪。

## 経歴
元名が10歳のとき、高祖が大安宮に幽閉されていて、太宗は朝夕に尚宮を遣わして起居を問わせ、食事を送っていた。元名の保傅が「尚宮は官品秩禄が高く、拝礼されるべきです」と元名に言った。元名は「これはわが次兄（太宗）の家の婢ではないか。どうして拝礼することがあるか」と言った。太宗はこれを聞いて元気がよいのに喜び、「真にわが弟なり」と言った。
貞観5年（631年）、譙王に封ぜられた。貞観11年（637年）、舒王に改封され、実封800戸を受けた。寿州刺史に任ぜられた。のちに滑州・許州・鄭州の刺史を歴任した。貞観23年（649年）、実封は千戸まで加増され、石州刺史に転じた。
元名は性格が高潔で誇り高く、財産管理はおろそかで、家人の生業を問うことはめったになかった。子の豫章王李亶は、江州刺史として治績があり、高宗は元名の教育の優れているのを賞賛して、褒美を与えた。また元名に大州の統治を任せようとしたが、元名は固辞した。石州を統治すること20年、幾度か山林に遊び、俗世を離れた境地にあった。垂拱年間、鄭州刺史に転じた。諸王や勲戚で官にある者が百姓の財産を侵奪しているところを、元名がこぞって免職にして、弊風を改めた。滑州刺史に転じたが、元名のやり方は鄭州のときと同じだった。まもなく司空の位を加えられた。
永昌元年（689年）、子の李亶が丘神勣に陥れられて獄死すると、元名は利州に流された後、まもなく殺された。神龍初年、司徒の位を追贈されて、官爵を復され、諸侯の礼で改葬された。ときに末子の鄅国公李昭がすでに亡くなっていたので、李亶の子の李津が後を継ぎ、開元年間に左威衛将軍となった。

## 伝記資料
- 『旧唐書』巻64 列伝第14「舒王元名伝」
- 『新唐書』巻79 列伝第4「舒王元名伝」